# Mučedníci z Nikopolisu
Svatí Mučedníci z Nikopolisu byla skupina 45 křesťanů umučených a zabitých ve 4. století.
Císař Licinius, který vládl na východě říše a byl spoluvládcem svatého Konstantina Velikého tvrdě pronásledoval křesťany a vydal nařízení usmrtit každého křesťana, který se nevrátil k pohanství. Když započalo pronásledování ve městě Nikopolis, více než čtyřicet křesťanů se rozhodli dobrovolně předstoupit před své pronásledovatele a otevřeně vyznat svou víru. V čele těchto křesťanů stáli Leontius, Mauricius, Daniel, Antonius, Alexandr, Sisinius, Meneus a Belerad (Virilad).
Prokurátor Arménie Lýkiás před kterého skupina předstoupila, se rozhodl jim pro jejich statečnost nabídnout svobodu pokud se zřeknou své víry a obětují pohanským bohům, což odmítli. Nechal je kamenovat a poté spoutat a uvěznit. Svatý Leontius všechny povzbuzoval. Následující den byli znovu vyzváni aby se zřekli víry ale vytrvalý křesťané odmítli a snášeli mučení.
Leontius se bál že někteří nezvládnou mučení a vzdají se své víry a proto se modlil aby jejich muka byla co nejdříve ukončena. Mučedníci o půlnoci zpívali ve vězení žalmy a náhle se jim zjevil Anděl, který jim řekl, že jejich utrpení se blíží ke konci jejich jména již byla zapsána v nebi. Dva z vězeňských dozorců Meneus a Virilad viděli co se stalo a uvěřili v Krista. Následují ráno se jich Lýkiás zeptal zda změnili svůj názor a budou obětovat bohům; Svatí jednohlasně odpověděli: „Jsme křesťané! Jsme křesťané!". Vzteklý Lýkiás nařídil aby jim byly useknuty ruce a nohy a aby byly hozeni do ohně. Poté byly jejich kosti hozeny do řeky. Později byl na místě jejich mučednictví postaven chrám, který jim byl zasvěcen.
Jejich svátek se slaví 10. července.